# Пјан деј Конти (Пезаро и Урбино)
Пјан деј Конти је насеље у Италији у округу Пезаро и Урбино, региону Марке.
Према процени из 2011. у насељу је живело 38 становника. Насеље се налази на надморској висини од 205 м.